# Черноя, Валентина
Валенти́на Черно́я (итал. Valentina Cernoia; род. 22 июня 1991, Манербио, Ломбардия) — итальянская футболистка, полузащитник женского клуба «Милан» и сборной Италии. Участница чемпионата Европы 2017 и чемпионата мира 2019.

## Клубная карьера

### «Брешиа»
Уроженка Манербио, провинции Брешиа, начала заниматься футболом в возрасте 8 лет в спортивном сообществе «Киндзанезе» (1999—2002). С 2002 по 2008 гг. занималась в команде «Манербио Виртус» в родном городе.
Летом 2008 года подписала контракт с профессиональным футбольным клубом «Брешией», выступавшим в Серии А2. В сезоне 2008/09 вместе с командой выиграла чемпионат в Серии А2, добыв повышение в классе. В составе «Брешии» дважды становилась чемпионкой Италии в сезонах 2013/14 и 2015/16, трёхкратной обладательницей Кубка Италии (2012/13, 2014/15 и 2015/16), и трижды выигрывала Суперкубок Италии (2014, 2015, 2016).
9 октября 2014 года дебютировала за «Брешию» в Лиге чемпионов УЕФА сезона 2014/15 в первом матче 1/32 финала против «Лиона» (0:5). В ответной игре «Лион» также одержал победу (0:9). В розыгрыше Лиги чемпионов сезона 2015/16 дошла с «Брешией» до четвертьфинала, где команда дважды уступила немецкому «Вольфсбургу» (0:3, 0:3).
5 октября 2016 года в первом матче 1/32 финала Лиги чемпионов 2016/17 забила дебютный гол в еврокубках в ворота польского «Медика», отличившись на 36-й минуте игры. «Брешия» дошла до 1/16 финала, где не смогла пройти «Фортуну» (Йёрринг) — 0:1 и 1:3.
Финал Кубка Италии против «Фиорентины», состоявшийся 16 июня 2017 года, стал последним матчем в составе «Брешии». 30 июня 2017 года официально покинула команду, проведя за неё 218 матчей во всех турнирах, что стало клубным рекордом.

### «Ювентус»
1 июля 2017 года в качестве свободного агента подписала контракт с новосозданным клубом туринским «Ювентусом», аффилиатом ФК «Ювентус», которому предстояло дебютировать в женской Серии А начиная с сезона 2017/18. Поскольку на чемпионате Европы 2017 в матче с Германией получила травму — разрыв левой передней крестообразной связки, пропустила первую половину сезона. Восстановившись от травмы, дебютировала в составе «Ювентуса» 25 марта 2018 года в выездном матче 17-го тура Серии А против «Сассуоло» (5:0), выйдя на замену Барбары Бонансеа на 65-й минуте. 28 апреля 2018 года впервые вышла в стартовом составе «Ювентуса» в матче Серии А против «Сан-Дзаккария» (Равенна) (2:1). 12 мая 2018 года забила свой первый мяч за «Ювентус» в домашнем матче 22-го тура Серии А против «Таваньякко» (4:0), отличившись на 83-й минуте. По итогам сезона 2017/18 стала чемпионкой Италии в составе «Ювентуса»; это стал первый скудетто в истории клуба. Всего в дебютном сезоне сыграла за «Ювентус» 7 матчей (6 в Серии А и 1 в Кубке Италии).
13 октября 2018 года сыграла в финале Суперкубка Италии 2018, в котором «Ювентус» уступил «Фиорентине» со счётом 0:1. В своём дебютном в еврокубках розыгрыше Лига чемпионов УЕФА 2018/19 «Ювентус» на стадии 1/16 финала уступил датскому «Брондбю» (2:2, 0:1). Во втором сезоне с клубом стала чемпионкой Италии 2018/19, сыграв в Серии А 21 матч, в которых забила 4 мяча. 19 апреля 2019 года стала обладателем Кубка Италии 2019, забив в финальном матче победный гол в ворота «Фиорентины» (2:1). Всего сыграла в 27 матчах за «Ювентус» во всех турнирах и забила 6 голов.
19 сентября 2019 года продлила контракт с «Ювентусом» до конца 2021 года. В сентябре 2019 года принимала участие в матчах 1/16 финала Лига чемпионов сезона 2019/20, в которых «Ювентус» уступил дважды «Барселоне» — 0:2 и 1:2. 27 октября 2019 года стала победительницей Суперкубка Италии 2019, где «Ювентус» в финале выиграл у «Фиорентины» 2:0. 2 декабря 2019 года была включена в «Команду года» по версии Ассоциации футболистов Италии. В сезоне 2019/20 выиграла третье скудетто с «Ювентусом» подряд, сам чемпионат был приостановлен и недоигран из-за распространения COVID-19 в Италии, а «Ювентус» был объявлен победителем досрочно. Также из-за пандемии не был доигран и розыгрыш Кубка Италии сезона 2019/20. В составе «Ювентуса» провела за сезон 18 игр, в которых отметилась 6 мячами.
7 сентября 2020 года по результатам медицинской диагностики в J|Medical выяснилось, что у Чернои травма мышцы левого паха, и в ближайшие дни начнётся процесс реабилитации. 10 января 2021 года стала обладателем Суперкубка Италии 2020, в финале которого «Ювентус» обыграл «Фиорентину» (2:0). 5 мая 2021 года продлила контракт с «Ювентусом», рассчитанный до конца 2022 года. По итогам сезона 2020/21 «Ювентус» финишировал на 1-м месте в Серии А, добыв 4-е чемпионство подряд. Команда выиграла 22 игры из 22 матчей чемпионата, установив национальный рекорд в итальянском футболе (как в мужском, так и в женском). В Серии А провела 16 матчей, в которых забила 5 голов и отдала 5 голевых передач, а также 5 матчей — в Кубке Италии (1 гол), 1 — в Суперкубке Италии и 2 — Лиге чемпионов УЕФА.

### «Милан»
8 июля 2023 года присоединилась к клубу «Милан».

## Карьера в сборной
В 2007 году выступала в сборной Италии до 17 лет, в которой провела 3 поединка. В 2008 году представляла сборную Италии (до 19 лет), за которую сыграла 13 матчей и забила 4 мяча.
В августе 2013 года главный тренер сборной Италии Антонио Кабрини впервые вызвал Черною для участия матчах отборочного турнира к чемпионату мира 2015 года. 31 октября 2013 года дебютировала в сборной Италии в выездном матче против Испании, выйдя на замену Элизе Кампорезе на 80-й минуте. Свой первый гол за сборную забила 13 сентября 2014 года в домашнем матче против сборной Эстонии (4:0), отличившись на 27-й минуте игры. В октябре 2014 забила гол в ворота Украины (2:1) на 1-й минуте матча 1/2 финала плей-офф к чемпионату мира 2015, однако в финальной серии стыковых матчей Италия в итоге проиграла путёвку сборной Нидерландов (1:1, 1:2). В марте 2015 года отличилась забитым голом в ворота Мексики на Кубке Кипра в матче за 3-е место, в котором Италия уступила 2:3.
5 июля 2017 была включена в заявку сборной Италии для участия в матчах чемпионата Европы 2017 года в Нидерландах, где команде предстояло сыграть в группе B против сборных России, Германии и Швеции. На чемпионате Европы провела лишь один матч, против Германии (1:2), в котором получила травму и была заменена, а сборная Италии заняла 4-е место в группе. В марте 2019 года принимала участие Кубке Кипра 2019, где в финале забила гол в ворота сборной КНДР, с которой Италия сыграла вничью 3:3, но в серии послематчевых пенальти уступила 6:7.
24 мая 2019 года главный тренер сборной Италии Милена Бертолини включила Черною в заявку команды для участия в матчах чемпионата мира 2019 года во Франции, где Италия попала в группу C вместе со сборными Бразилии, Австралии и Ямайки. На турнире сыграла во всех 3 матчах своей сборной на групповой стадии, а также в 1/8 финала против Китая (2:0) и в четвертьфинале, в котором Италия уступила Нидерландам (0:2).

## Статистика

### Голы за сборную
| №  | Дата             | Стадион                                     | Оппонент           | Счёт | Результат      | Соревнование             | Прим.  |
| -- | ---------------- | ------------------------------------------- | ------------------ | ---- | -------------- | ------------------------ | ------ |
| 1  | 13 сентября 2014 | «Сильвио Пиола», Верчелли, Италия           | Эстония            | 3:0  | 4:0            | Отборочные матчи ЧМ-2015 | [ 30 ] |
| 2  | 17 сентября 2014 | «Сильвио Пиола», Верчелли, Италия           | Северная Македония | 11:0 | 15:0           | Отборочные матчи ЧМ-2015 | [ 31 ] |
| 3  | 25 октября 2014  | «Манило Скопиньо», Риети, Италия            | Украина            | 1:0  | 2:1            | Стыковые матчи ЧМ-2015   | [ 32 ] |
| 4  | 11 марта 2015    | «ГСЗ», Ларнака, Кипр                        | Мексика            | 1:1  | 2:3            | Кубок Кипра 2015         | [ 33 ] |
| 5  | 18 сентября 2015 | «Альберто Пикко», Специя, Италия            | Грузия             | 1:1  | 6:1            | Отборочные матчи ЧЕ-2017 | [ 34 ] |
| 6  | 7 апреля 2017    | «Вейл Парк», Сток-он-Трент, Англия          | Англия             | 1:1  | 1:1            | Товарищеский матч        | [ 35 ] |
| 7  | 6 марта 2019     | «Антонис Пападопулос», Ларнака, Кипр        | КНДР               | 3:3  | 3:3 (доп. вр.) | Кубок Кипра 2019         | [ 36 ] |
| 8  | 5 апреля 2019    | Люблин, Польша                              | Польша             | 1:0  | 1:1            | Товарищеский матч        | [ 37 ] |
| 9  | 12 ноября 2019   | «Теофило Патини», Кастель-ди-Сангро, Италия | Мальта             | 1:0  | 5:0            | Отборочные матчи ЧЕ-2022 | [ 38 ] |
| 10 | 12 ноября 2019   | «Теофило Патини», Кастель-ди-Сангро, Италия | Мальта             | 2:0  | 5:0            | Отборочные матчи ЧЕ-2022 | [ 38 ] |

## Достижения

### Командные
«Брешиа»
- Чемпионка Италии (2): 2013/14, 2015/16
- Серебряная призёр чемпионата Италии (2): 2014/15, 2016/17
- Обладательница Кубка Италии (3): 2012/13, 2014/15, 2015/16
- Финалистка Кубка Италии: 2016/17
- Обладательница Суперкубка Италии (3): 2014, 2015, 2016

«Ювентус»
- Чемпионка Италии (5): 2017/2018, 2018/19, 2019/20, 2020/21[18], 2021/22
- Обладательница Кубка Италии (3): 2018/19[8], 2021/22, 2022/23
- Обладательница Суперкубка Италии (3): 2019[11], 2020/21[16], 2021-22
- Финалистка Суперкубка Италии: 2018[7]

Сборная Италии
- Финалистка Кубка Кипра: 2019

### Личные
- Команда года по версии AIC: 2019[12], 2020